# باروت (مجموعه تلویزیونی)
باروت (به انگلیسی: Gunpowder) یک مینی سریال تلویزیونی درام تاریخی انگلیسی است که توسط Kudos و کیت هرینگتون برای بی‌بی‌سی وان ساخته شده است. این سریال درام سه قسمتی در ۲۱ اکتبر ۲۰۱۷ در بی‌بی‌سی وان انگلستان به نمایش درآمد.؛ این مینی سریال بر اساس اتفاق تاریخ توطئه باروت به رهبری رابرت کیتسبی و هم کیشانش است

## بازیگران
- کیت هرینگتون در نقش رابرت کیتسبی[۲]
- پیتر مولان در نقش هنری گارنت
- مارک گاتیس در نقش سر رابرت سسیل
- لیو تایلر در نقش آن واکس